# Saura Orlando
Saura Orlando es una deportista argentina que compitió en taekwondo. Ganó una medalla de bronce en el Campeonato Panamericano de Taekwondo de 1992 en la categoría de –65 kg.

## Palmarés internacional
| Campeonato Panamericano | Campeonato Panamericano           | Campeonato Panamericano | Campeonato Panamericano |
| Año                     | Lugar                             | Medalla                 | Categoría               |
| ----------------------- | --------------------------------- | ----------------------- | ----------------------- |
| 1992                    | Colorado Springs (Estados Unidos) | Medalla de bronce       | –65 kg                  |